# Caiapós-metuctires
Os caiapós-metuctires são um subgrupo dos índios caiapós que habita às margens do Rio Xingu, no norte do estado brasileiro do Mato Grosso, mais precisamente na Área Indígena Capoto/Jarina.